# شبکه دیزنی (ژاپن)
شبکه دیزنی ژاپن (به ژاپنی: ディズニー・チャンネル) یک کانال تلویزیونی در ژاپن است که متعلق به شرکت دیزنی ژاپن که خود زیر شاخه‌ای کمپانی والت دیزنی است و برنامه‌های مخصوص کودکان و نوجوان به زبان ژاپنی و انگلیسی پخش می‌کند. همنچنین دیزنی چنل ژاپن یکی از کانال‌های اولیه دیزنی در مشورهای مختلف است.